# Diplomys
Genre
Diplomys est un genre de rongeurs de la famille des Echimyidés. Ce genre comprend des espèces localisées en Amérique du Sud.
Ce genre, décrit pour la première fois en 1916 par le zoologiste britannique Michael Rogers Oldfield Thomas, a fait l'objet d'une révision en 2005 par Louise Emmons qui ne retient que deux espèces D. caniceps et D. labilis..

## Liste d'espèces
Selon ITIS (28 mai 2010) et Mammal Species of the World (version 3, 2005)  (28 mai 2010) :
- Diplomys caniceps (Günther, 1877) - Rat épineux à tête grise[4]
- Diplomys labilis (Bangs, 1901)
- Diplomys rufodorsalis (J. A. Allen, 1899) - Déplacé dans le genre monotypique Santamartamys Emmons, 2005[5]